# Syntrichia papillosissima
Syntrichia papillosissima är en bladmossart som beskrevs av Leopold Loeske 1910. Syntrichia papillosissima ingår i släktet skruvmossor, och familjen Pottiaceae. Inga underarter finns listade i Catalogue of Life.